# Дуб
Дуб (Quercus) — рід багаторічних рослин родини букових (Fagaceae), що налічує приблизно 470 негібридних видів. Його представники поширені переважно у помірних і тропічних областях Північної півкулі. Серед дубів існують цінні деревні, танідоносні, лікарські та декоративні рослини, деякі з них у минулому широко використовували як харчові.
Дуб у багатьох народів вважають найкрасивішим деревом, і до нього ставляться з пошаною і любов'ю. Недарма латиною дуб так і називається: «гарне дерево» — Кверкус (Quercus), від кельтських слів «quer» — «гарний» і «cuez» — «дерево». Українська назва дуб праслов'янського походження.

## Опис

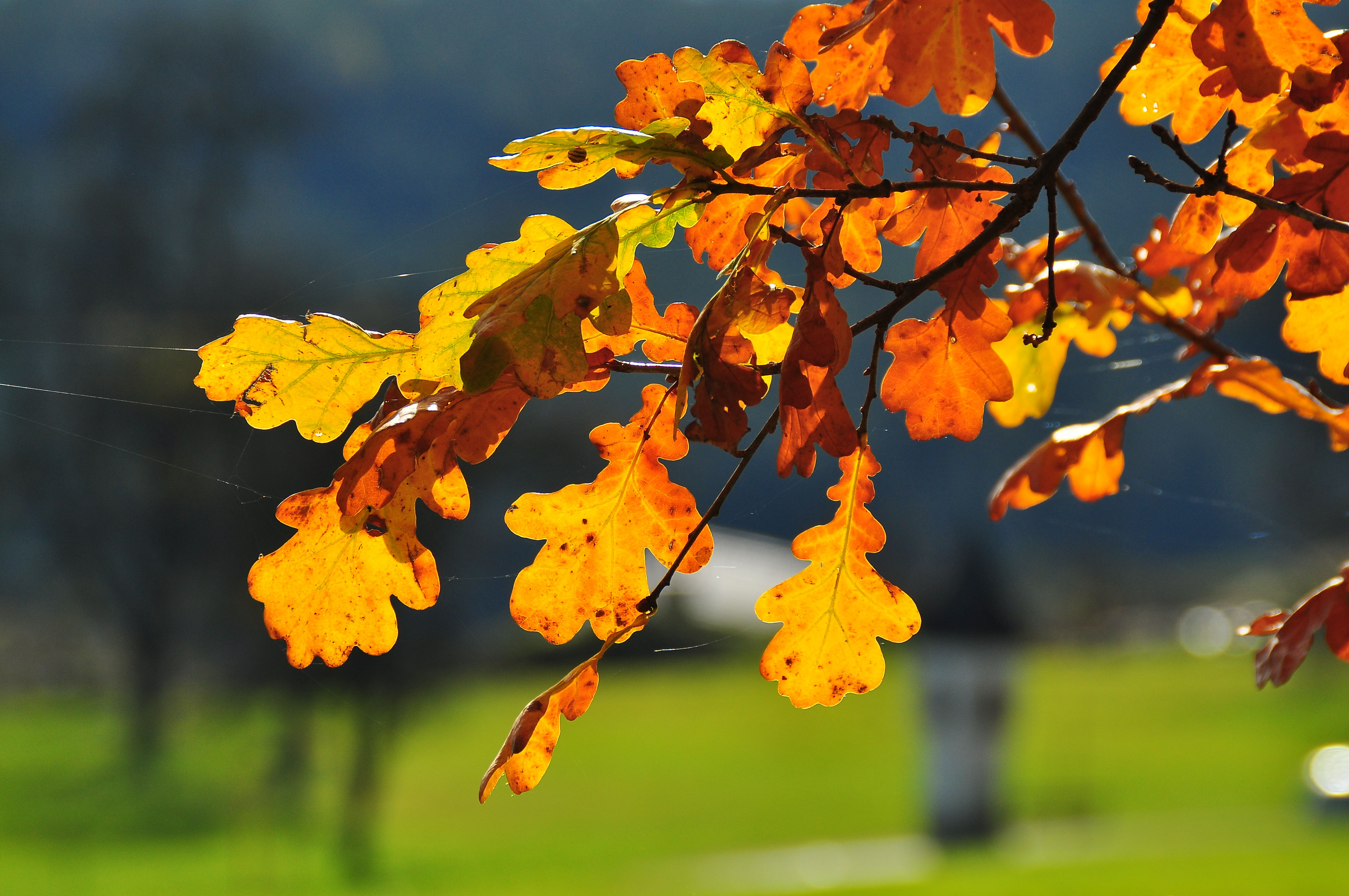
Осіннє листя дуба звичайного

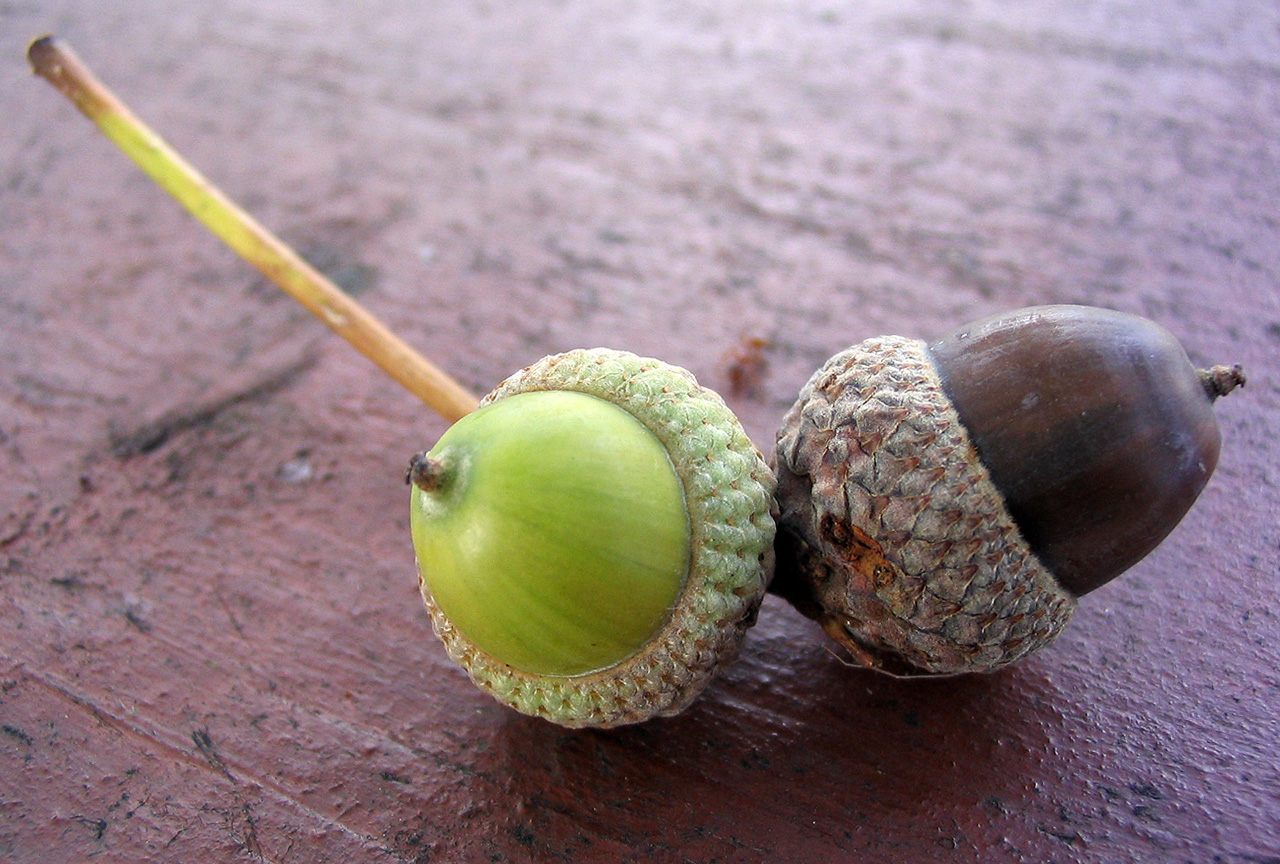
Плоди дуба — жолуді

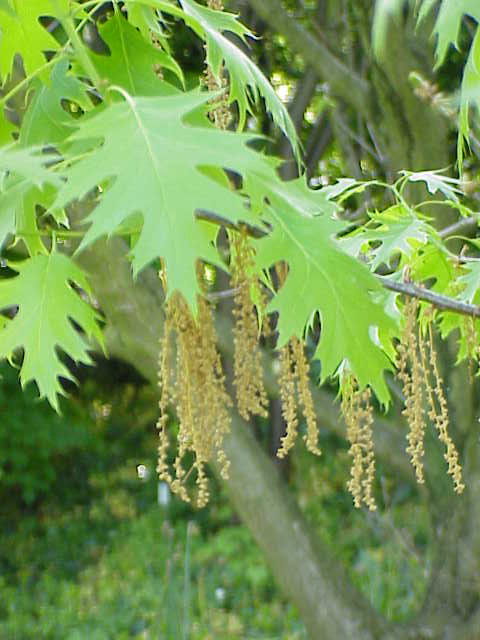
Листки і суцвіття дуба червоного

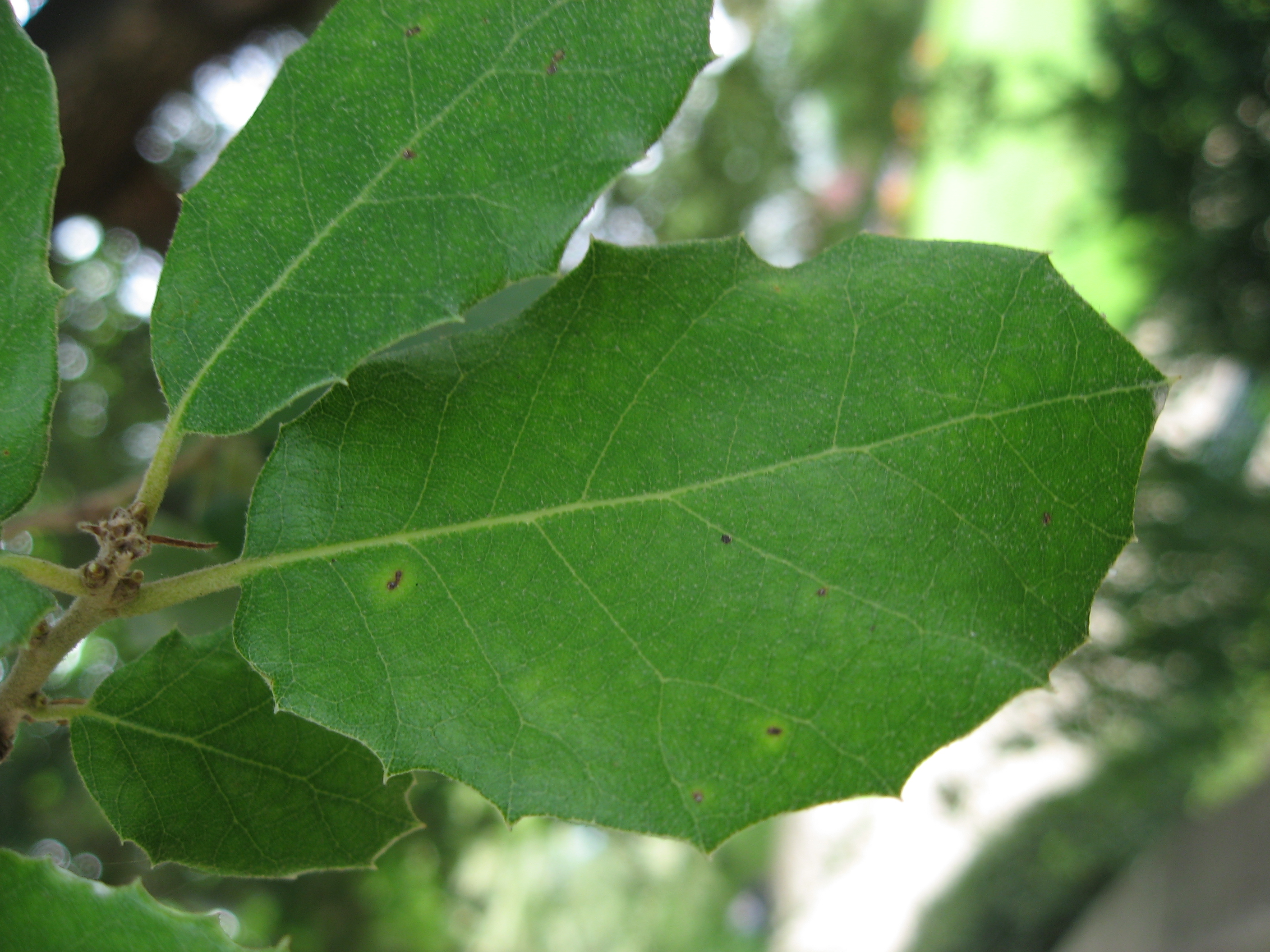
Листя дуба кам'яного

До роду належать вічнозелені або листопадні, переважно великі дерева до 40 метрів заввишки, рідше — низькі дерева або кущі. Стовбур у цих дерев зазвичай товстий, гілки звивисті, кремезні, утворюють широкий намет з листя.
У Греції та Іспанії відомі дуби з солодкими жолудями. В Україні поширюється дуб червоний, завезений в Європу з Північної Америки в XVII столітті. Особливо гарний він в листопадний період, коли його листя набуває відтінків червоного кольору (на кожному окремому дереві забарвлення може різнитися). Але за споживацькими властивостями, його деревина поступається вітчизняному дубу.
У популяціях дубів поширений сезонний поліморфізм — є літні та зимові біоморфи. У літнього рано розпускається листя, яке восени опадає. У зимового дуба, листя з довгими черешками з'являється пізно, але восени не опадає, а засохле тримається на гілках усю зиму. У коркового вічнозеленого дуба, поширеного у Франції, Іспанії, Італії та на Кавказі, зелене листя не сохне і не опадає щороку, а тримається на гілках кілька років (див. також: Вічнозелений дуб).
Деревина дуба особливо міцна. Дубові колоди, потрапивши у воду, не гниють, а стають чорними і ще міцнішими, утворюючи так званий морений дуб, який дуже цінують у столярних роботах. Дубильні речовини, які містяться в деревині, запобігають гниттю, тож з дуба роблять діжки і паркет.
Дуб починає цвісти на відкритих місцях у двадцять років, а в лісі — в п'ятдесятилітньому віці. Одночасно з листям з'являються повислі сережки з тичинками, по чотири в кожній квітці. На довгих же стеблинках, виростають маточкові квітки по дві-три разом. З цих квіток після запилення утворюються жолуді. Кожен жолудь сидить в круглій чашечці — плюсці.
Листя і зокрема, кора саджанців дуба (полюбляють обгризати зайці), є їжею для численних тварин, деякі з них можуть помітно шкодити (дубова листовійка, жук трубкокрут дубовий та інші).

## Поширення в Україні
Дуб — основна лісотвірна порода Лісостепу, добре співіснує в поєднанні з сосною, грабом, ясеном, ялиною, буком (див. також діброва). Росте на більшій частині України, у степу рідше, переважно в долинах річок. Він посідає 27 % площі державного лісового фонду України. Основні заготівлі роблять під час рубок, догляду і головних рубок у Кіровоградській, Тернопільській, Хмельницькій, Вінницькій, Черкаській, Київській, Чернігівській, Полтавській, Сумській, Харківській, Донецькій, Івано-Франківській, Львівській і Чернівецькій областях. Найпоширеніший вид в Україні: дуб звичайний (Quercus robur); також ростуть дуб бурґундський (Q. cerris), дуб скельний (Q. petraea), дуб пухнастий (Q. pubescens).

## Використання
Найчастіше дуб використовують для виготовлення меблів. Дубові меблі вважають найгарнішими і міцними, водночас, щільна деревина дає змогу прикрасити деякі частини виразним різьбленням. Також міцність і твердість деревини, сприяє виготовленню дрібних кріпильних, але водночас міцних з'єднань. Дуб — одна з небагатьох порід деревини, з якої можна зробити гнуті вироби різного радіусу. Через високий вміст в деревині дубильних речовин, дуб вважають найбільш стійкою до гниття деревиною, серед усіх листяних порід.
До того ж, його використовують у столярно-меблевому і паркетному виробництвах; вагоно-, обозо- судо-, сільгоспмашинобудуванні, для виготовлення бочок під виноградні вина, коньяки. Деревина і кора дуба слугують для отримання дубильних речовин.

### У харчуванні

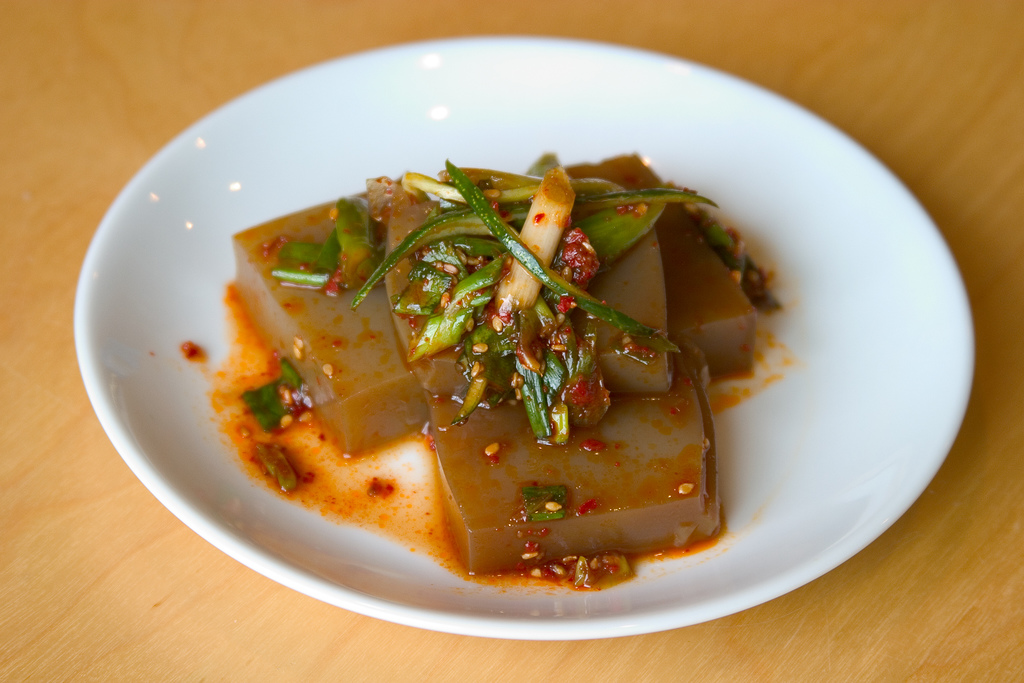
Корейське желе-салат з жолудів дуба

Дуб був першою борошняною рослиною, що її використала для їжі людина. Жолуді містять багато дубильних речовин, тож на смак гіркі. Щоб позбавити гіркоти зібрані восени чи напровесні жолуді, їх чистять, подрібнюють на 6-8 частинок і вимочують два-три дні у воді. Протягом цього часу воду змінюють. В давнину, подрібнені жолуді вкладали в плетені кошики та затоплювали в проточній воді струмків або річок.
Після вимочування жолуді заливають свіжою водою і деякий час проварюють. Далі висушують на сонці, а потім завершують дію у печі або духовці. Висушена крихка маса подрібнюється на крупу в млині, ступі чи крізь м'ясорубку.
Зазвичай із жолудяного борошна печуть коржики, оладки та різноманітне печиво. Якщо до такого борошна додати 10—15 % зернового -  для в'язкості, то вийде смачний і поживний хліб.
У Франції та Англії в такий спосіб і тепер готують жолудяне борошно та використовують для приготування особливих сортів тістечок, тортів, печива.
Листя дуба застосовують як пряно-ароматний додаток для квашення огірків.
Деякі дуби мають меншу кількість таніну в жолудях, отож позбавити гіркоти їх простіше. Наприклад дуб Келлога, що здавна використовують індіанці в їжу.
У Кореї з жолудів роблять желе доторі-мук (도토리묵, англ. Dotori-muk). Його переважно готують у гірських районах. Жолуді розмелюють на пасту, що має оранжево-коричневий колір. Пасту розмішують у воді, відокремлюючи волокна від крохмалю. Водну суміш з крохмалем час від часу відстоюють, щоб він осів, і змінюють, вилучаючи танін.

### Дуб у культурі Кукутень-Трипілля
Вчені-археологи ще за часів СРСР, під час розкопок давніх поселень трипільської культури на землях сучасної Кіровоградщини, знайшли докази того, що тодішні люди розтирали жолуді дуба на борошно. На думку тодішніх радянських науковців, з нього випікали хліб. Хоча відомо, що з борошна жолудів дуба можна виготовляти також напій, який називають «кавою з жолудів».

## Дуб як символ
Дуб — символ Перуна, Сонця та інших богів; дерева життя; гордості й міці, сили, довговічності, здоров'я; цілісності; дужого, гарного парубка; нерозважливості.
У багатьох індоєвропейських звичаях існував культ дуба, який вважали священним деревом, оселею богів, небесними воротами, крізь які божество може постати перед людьми. Як і всі дерева, дуб виступає в ролі світового дерева: він символізує світову вісь, що з'єднує верхній та нижній світи, живих та померлих предків, знаменуючи центр Всесвіту. Дуб означав силу, мужність, витривалість, довголіття, родючість, шляхетність, вірність. Це дерево було присвячено верховним богам-громовержцям: у Греції — Зевсу, у Давньому Римі — Юпітеру, у Німеччині — Донару, у литовців — Перкунасу, у слов'ян — Перуну.
Дуб символічно пов'язують із вогнем і блискавкою. На думку Дж. Фрезера, давні люди вважали, що «великий бог неба, предмет їхнього культу, чий жахливий голос долітав до них у гуркоті грому, полюбив дуб більше за інші дерева і часто сходив на нього з грозової хмари у вигляді блискавки, залишаючи на згадку про свою появу розщеплений, обвуглений стовбур та спалене листя. Такі дерева були оточені ореолом слави, оскільки в їхньому руйнуванні бачили руку великого Громовержця». Місце, куди вцілювала блискавка, ставало священним.
Дубові гаї були місцем здійснення обрядів, важливих ритуалів (жертвоприношення, суду, клятьби), в них улаштовувалися свята. Дубова палиця як зброя громовержця чи сонячного бога, свідчила про твердість влади, суворість. Вінок із дубового листя виражав ідею сили, міцності, гідності.
Окрім Зевса, у Стародавній Греції дуб був присвячений також богу Сонця, науки і мистецтв — Аполлону. Дубова гілка означала могутність. Вінком з дубових гілок нагороджували за порятунок життя і військові звитяги. Центром святилища Зевса у Додоні був старий дуб, під яким розташовувалось джерело. За шелестом листя цього дуба пророкували жерці оракула при храмі. Зевсу був присвячений і особливий крилатий дуб, на який було накинуто ковдру із зображенням землі, океану й зірок. У дуб та липу були посмертно перетворені Філемон і Бавкіда, тут дуб виступає як символ подружнього щастя. «Дубовими» німфами були дріади. В Афінах хлопчик, який вимовляв під час елевсінських містерій подружню формулу, увінчувався дубовим листям і тернями. За переказами, у Геракла була дубова палиця. На думку деяких дослідників, з дуба була зроблена щогла корабля аргонавтів.
У Стародавньому Римі дуб означає силу та довголіття. Щороку у дубовому гаю святкувалося весілля Юпітера і Юнони, а на учасниках обряду були вінки з дубового листя. Дубові гілки носили у шлюбних процесіях як знак родючості. Священним вважали й дубове поліно, завдяки йому підтримувався вічний вогонь у храмі Вести.
Дубу відведено місце й у сакральних уявленнях кельтів. Зокрема, під дубом творить свої чари Мерлін. Кельтські жерці, друїди, перетворювали дубові гаї на справжні святилища і культові центри, а дубові гілки використовували в різноманітних ритуальних обрядах. Саме слово «друїд» походить, на думку дослідників, від давньої назви дуба[джерело?]. У віруваннях друїдів дуб символізував вісь світу й пов'язувався із силою та мудрістю. За уявленнями кельтів, усе, що росте на цьому священному дереві, є даром небес. Особливе значення мав образ дуба, увінчаного «золотою гілкою» омели, причому дуб символізує чоловіче начало, а омела — жіноче. В епоху християнізації кельтів, багато церков та монастирів в Ірландії, часто будували неподалік від дібров або окремих дубів.
Вдавнину у слов'ян дуб був символом слов'янського язичницького верховного бога Перуна — володаря вогню та блискавки, покровителя вояків та ковалів. Було також поширене вірування, що у дубах мешкають душі померлих предків. Це уявлення підтверджується відомим фактом давніх поховань у лісах, зокрема, дубових, — на деревах і під деревами. У легендах і казках давніх слов'ян дуб найчастіше є сакральним місцем, із яким пов'язана доля людини і біля якого здійснюються вирішальні для героїв події.
Дуб шанували і як дерево родючості; зберігся звичай садити дубок при народженні дитини. Українці саджали дуб на могилах або в пам'ять про померлих чоловіків — старійшин роду, мудреців народу, видатних суспільно-політичних діячів та полководців. Наприклад, дуб Шевченка в Полтаві — живий пам'ятник Т. Г. Шевченкові, посаджений на спомин про перевезення тіла поета до України полтавською «Громадою» 6 (18) травня 1861 р. в час перепоховання поета біля Канева.

У карпатських слов'ян у старовинній пісні співається: 
«В той час, коли не було ні землі, ні неба, тільки одне синє море — серед цього моря стояло два дуби, а на дубах сиділи два голуби; голуби спустилися на дно моря, дістали піску і каменю, з яких і створилися земля, небо і небесні світила».
 Про це ж писав римський натураліст Пліній Старший: «…дуби… незаймані століттями, одного віку зі Всесвітом, вони вражають своєю майже безсмертною долею, як найбільше диво світу». Римляни присвячували дуб Юпітеру, через це і жолудь мав назву: «Югланс» (Juglans), тобто «Юпітерів плід».
Існує також стародавній переказ про те, як в одному королівстві жив князь Понтелій з власним сином Дубином. Після смерті батька почав правити його син. Він був дуже жадібний та злий. Він кожного дня страчував з насолодою невинних людей. Мешканцям це дуже не подобалось, та вони не могли протистояти війнам і князю. Тож вони пішли до великої гори їхньої країни, де жив чарівник. Вони прохали допомоги. Чаклун допоміг їм і пішов до князя. Усіх, хто підкорився, він перетворив на жолуді, а самого князя на міцне дерево. Дуб назвали на його честь. І досі цей дуб стоїть в Закарпатській області в Великоберзянському районі під назвою Дідо-Дуб. Йому вже понад 1200 років.
У біблійній традиції дуб — символ гордості й зарозумілості; біля дуба стає царем Азімелах, під дубом сидить Саул, під дубом Іаков закопує чужих богів, на дубі знаходить свій кінець Авессалом. У християн дуб — знак Христа як сили, що проявляється в біді, твердості у вірі й чесноті. За деякими християнськими переказами, хрест розп'яття був зроблено з дуба.
Дуб також національне дерево Англії, Естонії, Франції, Німеччини, Литви, Польщі, США та Сербії. Національна команда Румунії з регбі має символом дуб. Золототе та срібне дубове листя позначає військові звання в збройних силах США.

## Дуби-рекордсмени
Дуби — довговічні рослини, отож деякі з них доживають до двох тисяч років, а столітні дуби трапляються дуже часто.
- У Дитячому парку у Сімферополі можна побачити 500-річний дуб «Богатир Тавриди». Обіймище його близько 6 м, а розмах крони досягає 30 м.
- З часів Запорозької Січі в селі Верхня Хортиця зберігся 700-річний дуб. Його так і називають Запорозьким дубом. Стовбур цього велетня завширшки 6 м 32 см, коріння розрослося на 100 метрів[3], крона сягає 30 м завширшки[13]. Запорізький дуб, згідно з переказами, був свідком того, як козацтво писало під ним листа турецькому султанові.
- Найдавніший серед українських дубів — Юзефінський дуб, який росте в Рокитнянському районі Рівненської області, велетневі понад 1300 років[14].
- Інший серед українських дубів довгожителів — Дуб Чемпіон, який росте в Великоберезнянському районі Закарпатської області. Давній пам'ятці природи близько 1300 років[15].
- У місті Сент (Франція) ріс один з найстаріших дубів Європи, заввишки 20 м, з діаметром стовбура 9 м, з дуплом завширшки з невеличку кімнату — 4 м. У його тіні відпочивали легіони Цезаря[3].
- Найстаріший дуб в Європі охороняється в Зарасайському районі Утенського повіту Литви. Це Стелмузький Дуб, якому близько двох тисяч років[3].

## Цікаві факти
- Серед переможців Всеукраїнського конкурсу «Національне дерево України» дуби посіли такі місця:
  - 3-тє місце в номінації «Найстаріше дерево України» посів 1300-річний Дуб Чемпіон.
  - 2-ге місце в номінації «Меморіальне дерево України» посіли три 1000-річні Дуби Тараса Шевченка.
  - 3-тє місце в номінації «Меморіальне дерево України» посів 1000-річний Дуб Максима Залізняка.
  - 1-ше місце в номінації «Історичне дерево України» посів 700-річний Запорозький дуб.
  - 1-ше місце в номінації «Історичне дерево України» посів 1000-річний Юзефінський дуб.
  - 1-ше місце в номінації «Естетично цінне дерево України» посів 900-річний Дуб Ґрюневальда.
  - 3-тє місце в номінації «Естетично цінне дерево України» посів 800-річний Монастирський дуб.
- Грибниці багатьох грибів пов'язані з коренями дерев[3]. Грибні нитки проходять під шкірку коренів. До того ж виявляється, що корені дерев із грибниці висмоктують воду з мінеральними речовинами, а грибниця з коренів — цукор[3]. Нитки гриба ніби замінюють кореням кореневі волоски. Дослідами встановлено, що дерева, як-от дуб і бук, без грибів погано ростуть[3]. Співжиття гриба і коренів дерева називають мікоризою.
- Фітонциди листя дуба вбивають стійкий мікроб — дизентерійну паличку[3].
- У Карпатах знайдено викопні рештки 30 видів дуба; зараз в Карпатах їх є 8 видів[16].
- На честь цих дерев названо астероїд 8643 Кверкус[17].

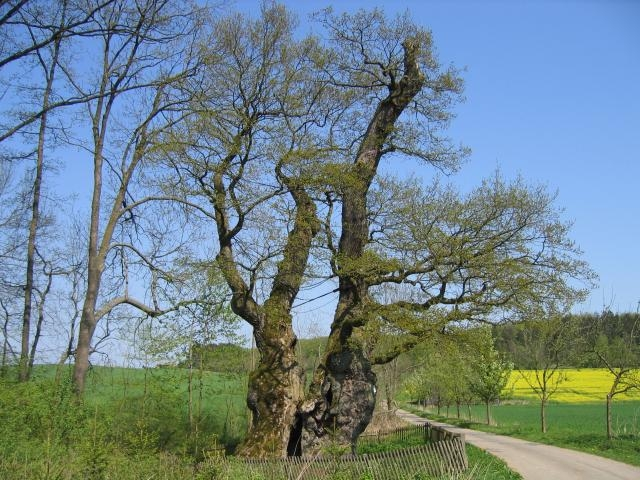
Тисячолітній дуб-велетень в селі Борлінгаус(інші мови) (лат. Borlinghausen) землі Північний Рейн — Вестфалія, Німеччина
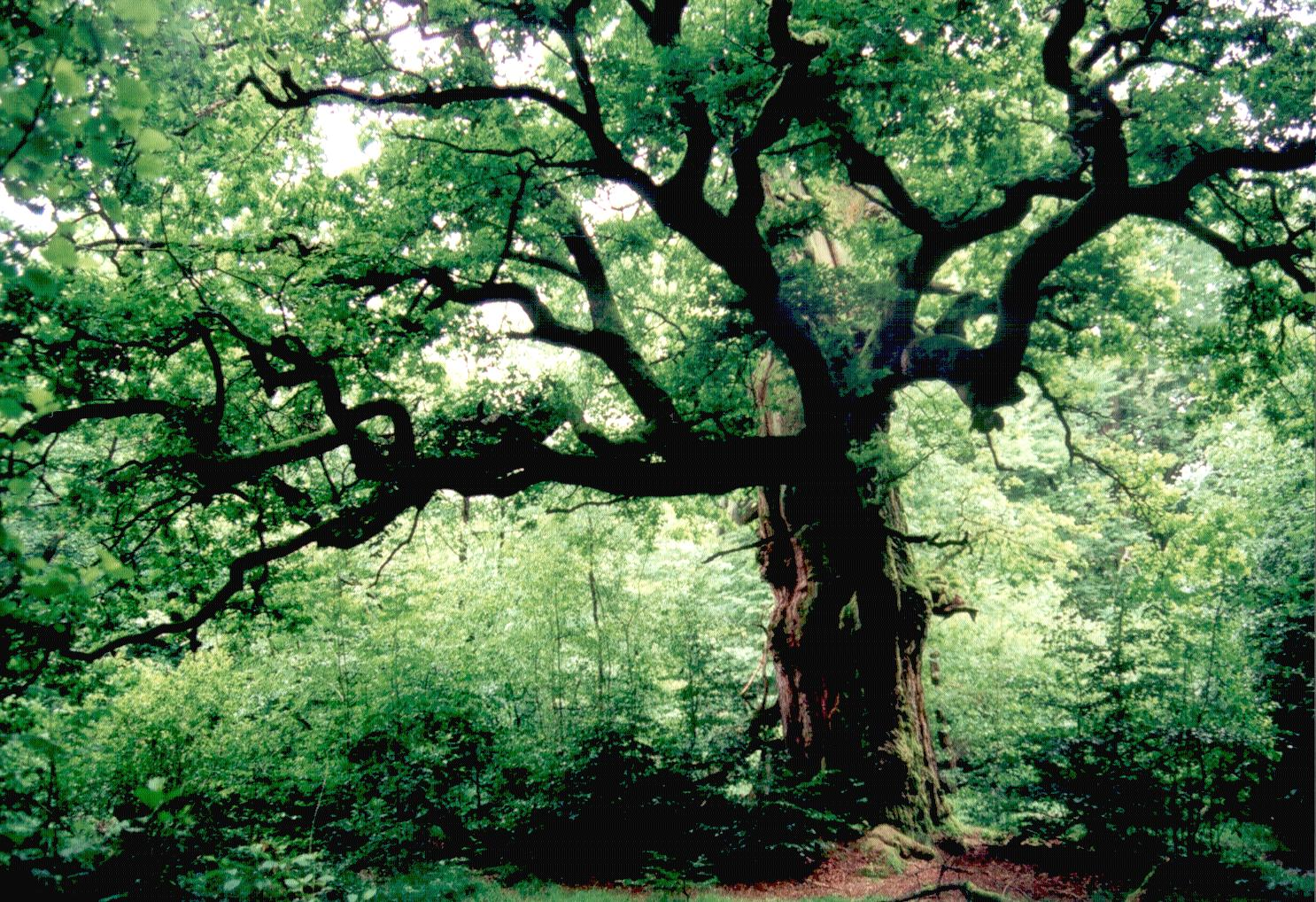
Старий дуб у Забабурзі, Німеччина
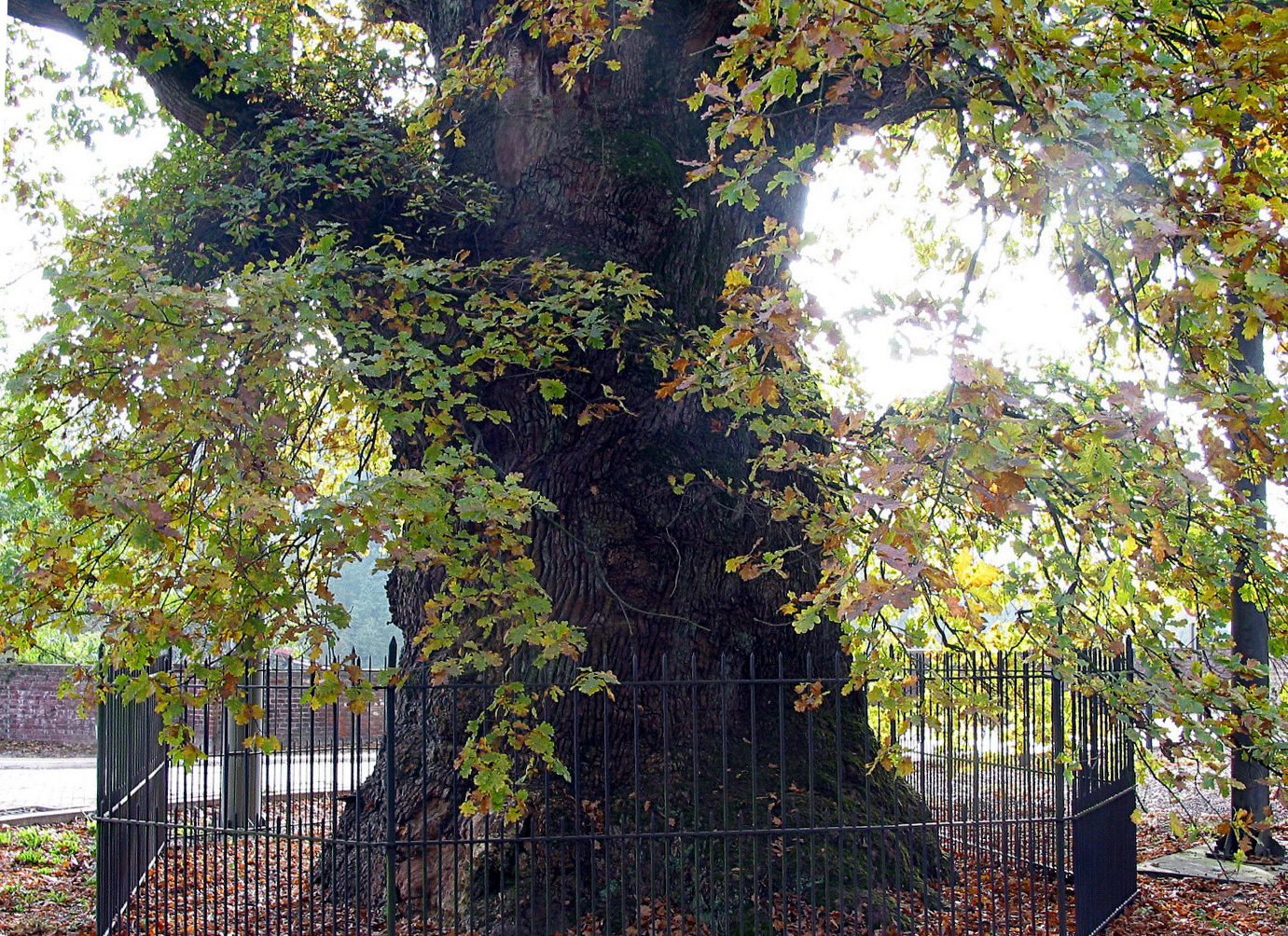
1000-річний дуб (Quercus robur) у Бельгії
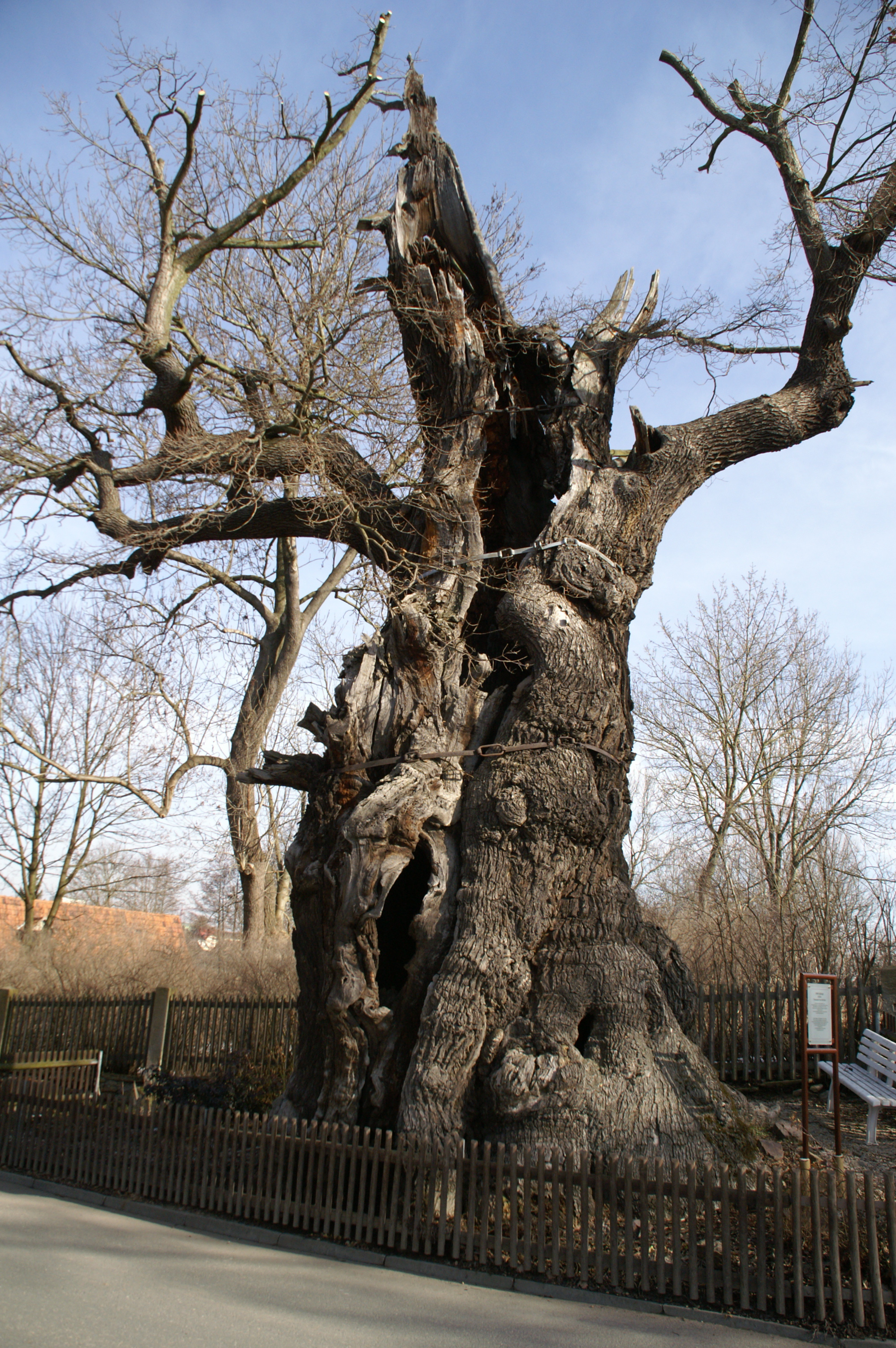
1000-річний дуб у Ньобденіц (нім. Nöbdenitz) в Тюрингії, Німеччина
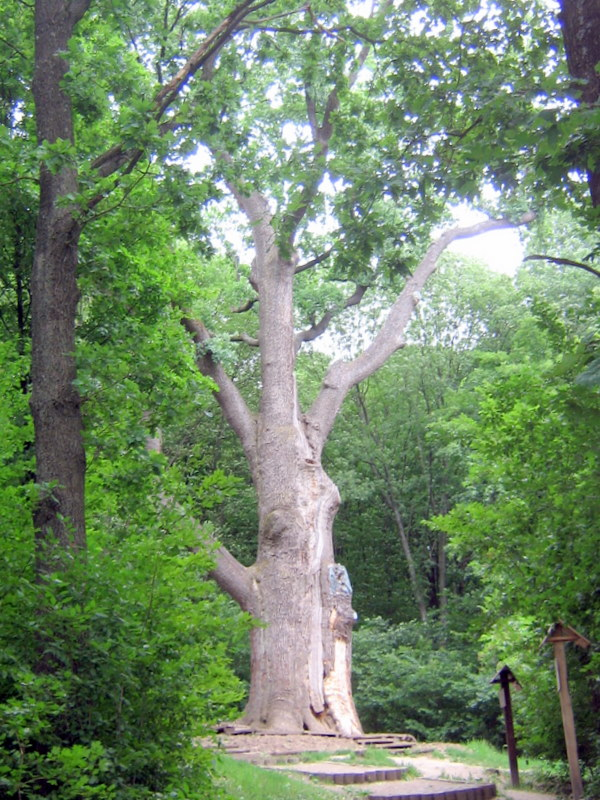
1100-річний дуб Максима Залізняка в урочищі Холодний Яр Черкаської області
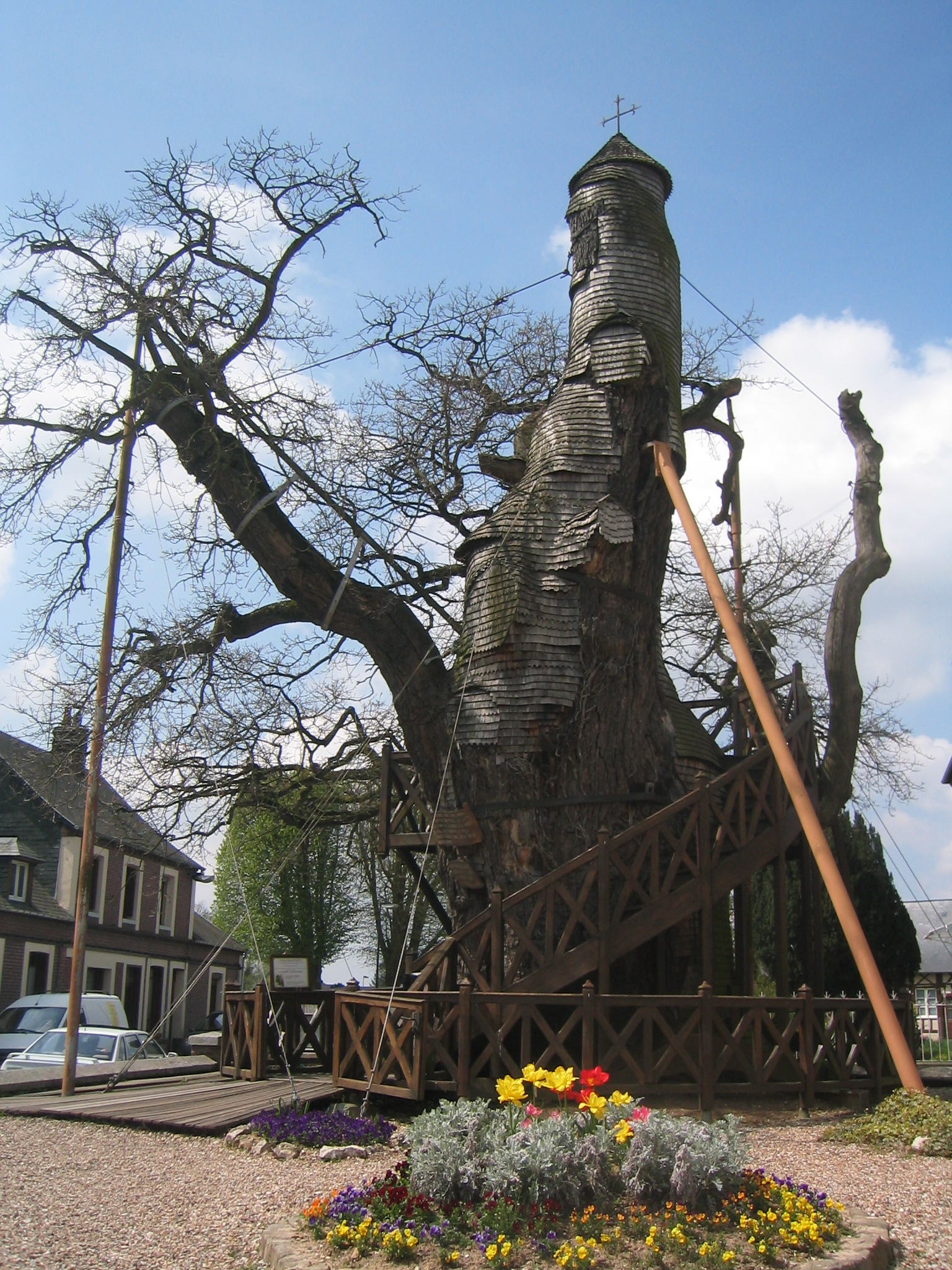
Дуб «d'Allouville-Bellefosse» - найстаріший дуб у Франції. Він датується IX століттям.
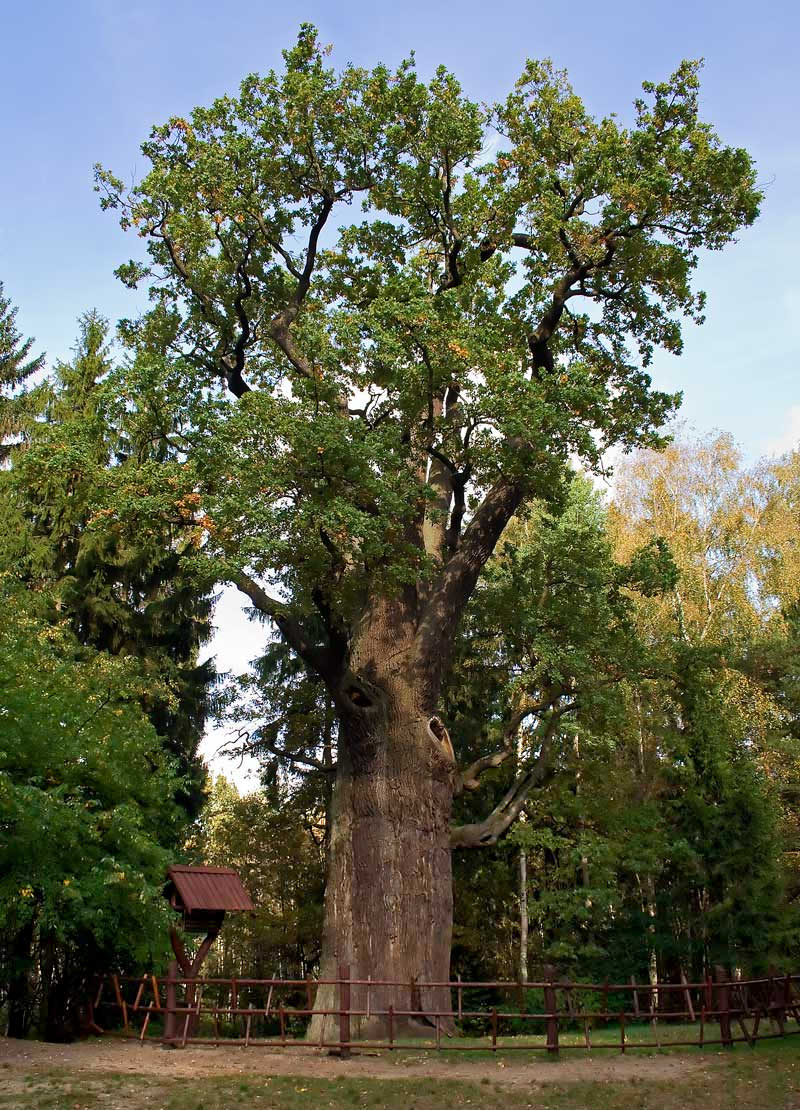
Хоробрий Дуб(інші мови) — один з найстаріших дубів у Польщі
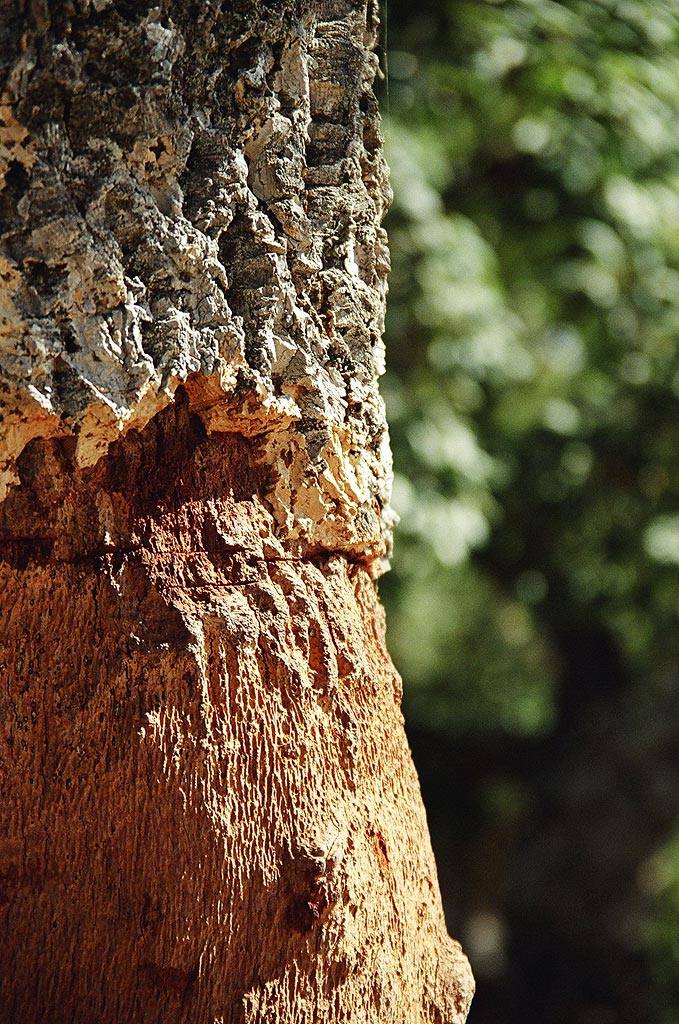
Кора коркового дуба
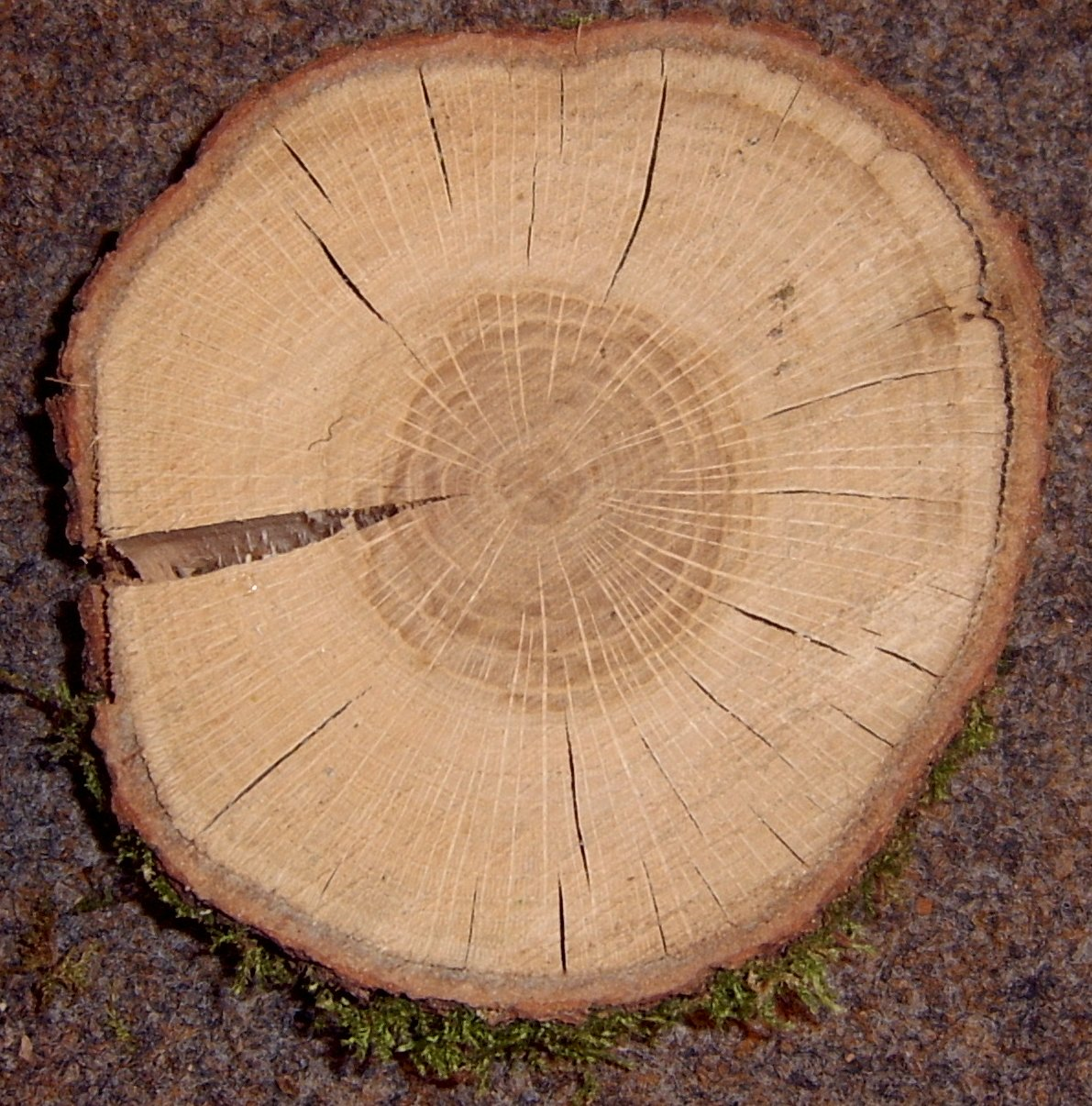
Переріз стовбура Quercus robur
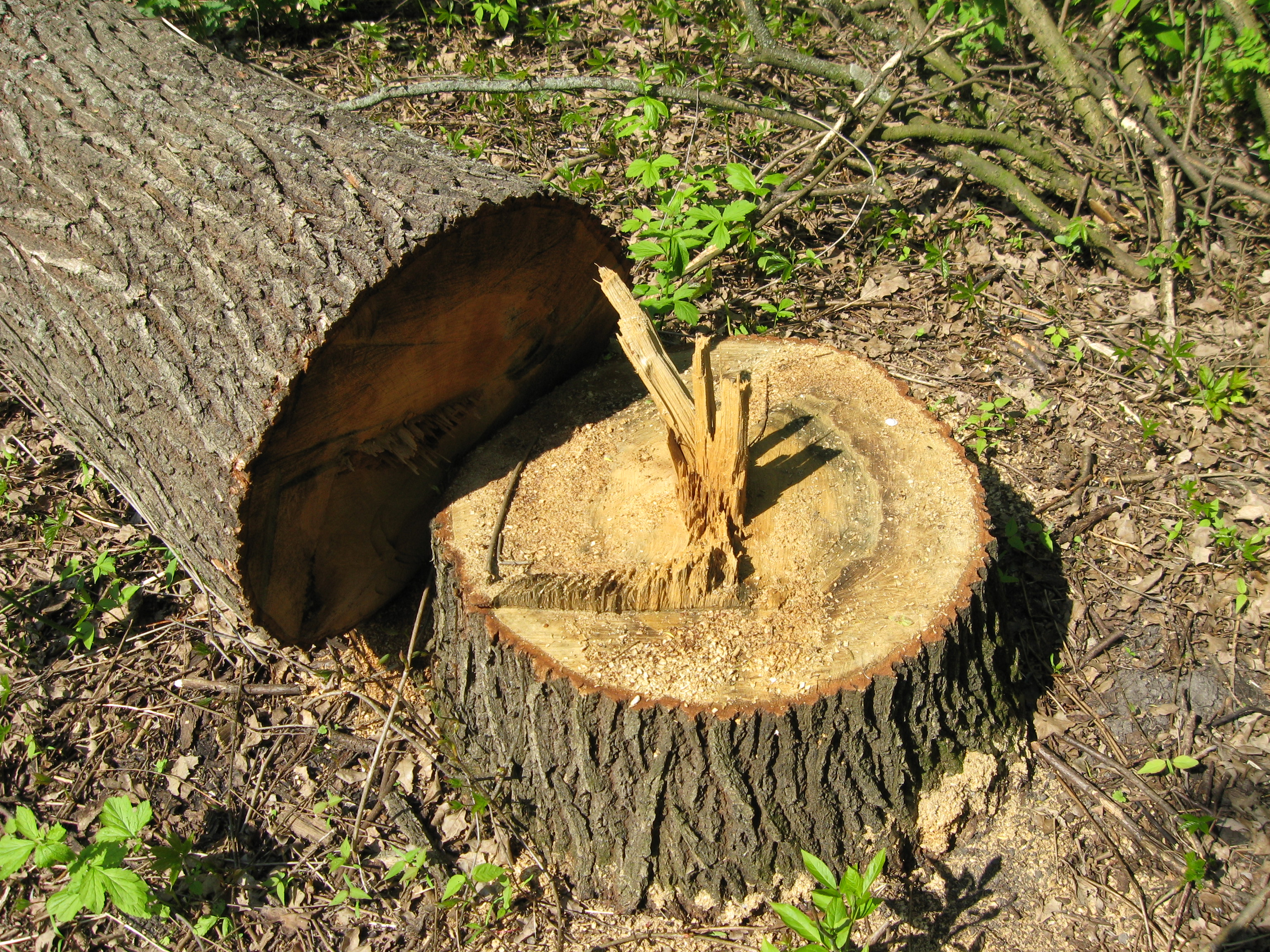
Зрізаний Дуб звичайний

## Види
1. Quercus acatenangensis
2. Quercus acerifolia
3. Quercus acherdophylla
4. Quercus acrodonta
5. Quercus aculcingensis
6. Quercus acuta
7. Quercus acutangula
8. Quercus acutifolia
9. Quercus acutissima — дуб найгостріший
10. Quercus aerea
11. Quercus afares
12. Quercus affinis
13. Quercus agrifolia
14. Quercus airensis
15. Quercus ajoensis
16. Quercus alba
17. Quercus albicaulis
18. Quercus albocincta
19. Quercus aliena
20. Quercus alnifolia
21. Quercus alpescens
22. Quercus annulata
23. Quercus aquifolioides
24. Quercus arbutifolia
25. Quercus argentata
26. Quercus argyrotricha
27. Quercus ariifolia
28. Quercus aristata
29. Quercus arizonica
30. Quercus arkansana
31. Quercus asymmetrica
32. Quercus aucheri
33. Quercus augustini
34. Quercus auricoma
35. Quercus austrina
36. Quercus austrocochinchinensis
37. Quercus baloot
38. Quercus bambusifolia
39. Quercus baniensis
40. Quercus baolamensis
41. Quercus baronii
42. Quercus barrancana
43. Quercus bawanglingensis
44. Quercus bella
45. Quercus benthamii
46. Quercus berberidifolia
47. †Quercus berryi
48. Quercus bicolor
49. Quercus bidoupensis
50. Quercus blakei
51. Quercus blaoensis
52. Quercus boyntonii
53. Quercus braianensis
54. Quercus brandegeei
55. Quercus brandisiana
56. Quercus brantii
57. Quercus breedloveana
58. Quercus brenesii
59. Quercus brevicalyx
60. Quercus breviradiata
61. †Quercus browni
62. Quercus buckleyi
63. Quercus calophylla
64. Quercus camusiae
65. Quercus canariensis
66. Quercus canbyi
67. Quercus candicans
68. Quercus carmenensis
69. Quercus castanea
70. Quercus castaneifolia
71. Quercus cedrosensis
72. Quercus centenaria
73. Quercus cerris — дуб бурґундський
74. Quercus championii
75. Quercus chapmanii
76. Quercus charcasana
77. Quercus chartacea
78. Quercus chenii
79. Quercus chevalieri
80. Quercus chihuahuensis
81. Quercus chimaltenangana
82. Quercus chinantlensis
83. Quercus chrysocalyx
84. Quercus chrysolepis
85. Quercus chrysotricha
86. Quercus chungii
87. Quercus ciliaris
88. Quercus coahuilensis
89. Quercus coccifera
90. Quercus cocciferoides
91. Quercus coccinea — дуб шарлатовий
92. Quercus coffeicolor
93. Quercus conduplicans
94. Quercus confertifolia
95. Quercus congesta
96. †Quercus consimilis
97. Quercus conspersa
98. Quercus convallata
99. †Quercus convexa
100. Quercus conzattii
101. Quercus copeyensis
102. Quercus cornelius-mulleri
103. Quercus corrugata
104. Quercus cortesii
105. Quercus costaricensis
106. Quercus crassifolia
107. Quercus crassipes
108. Quercus crenata
109. Quercus crispifolia
110. Quercus crispipilis
111. Quercus cualensis
112. Quercus cubana
113. Quercus daimingshanensis
114. Quercus dalechampii — дуб золотистий
115. Quercus dankiaensis
116. †Quercus declinata
117. Quercus delavayi
118. Quercus delgadoana
119. Quercus delicatula
120. Quercus deliquescens
121. Quercus dentata
122. Quercus depressa
123. Quercus depressipes
124. Quercus deserticola
125. Quercus devia
126. Quercus dilacerata
127. Quercus dinghuensis
128. Quercus disciformis
129. †Quercus distincta
130. Quercus diversifolia
131. Quercus dolicholepis
132. Quercus dongfangensis
133. Quercus donnaiensis
134. Quercus douglasii
135. Quercus dumosa
136. Quercus durata
137. Quercus durifolia
138. Quercus edithiae
139. Quercus eduardi
140. Quercus edwardsiae
141. Quercus elevaticostata
142. Quercus ellipsoidalis
143. Quercus elliptica
144. †Quercus ellisiana
145. Quercus elmeri
146. Quercus emoryi
147. Quercus engelmannii
148. Quercus engleriana
149. †Quercus eoxalapensis
150. Quercus estremadurensis
151. Quercus eugeniifolia
152. Quercus eumorpha
153. Quercus fabrei
154. Quercus faginea
155. Quercus falcata
156. Quercus fimbriata
157. Quercus floccosa
158. Quercus flocculenta
159. Quercus floribunda
160. Quercus frainetto
161. Quercus franchetii
162. Quercus frutex
163. Quercus fuliginosa
164. Quercus fulva
165. Quercus furfuracea
166. Quercus fusiformis
167. Quercus gaharuensis
168. Quercus galeanensis
169. Quercus gambelii
170. Quercus gambleana
171. Quercus garryana
172. Quercus gemelliflora
173. Quercus geminata
174. Quercus georgiana
175. Quercus germana
176. Quercus ghiesbreghtii
177. Quercus gilliana
178. Quercus gilva
179. Quercus glabrescens
180. Quercus glauca
181. Quercus glaucescens
182. Quercus glaucoides
183. Quercus gomeziana
184. Quercus gracilenta
185. Quercus graciliformis
186. Quercus gracilior
187. Quercus grahamii
188. Quercus gravesii
189. Quercus greggii
190. Quercus griffithii
191. Quercus grisea
192. Quercus gulielmitreleasei
193. Quercus gussonei
194. Quercus guyavifolia
195. Quercus hainanica
196. Quercus handeliana
197. Quercus hartwissiana
198. Quercus havardii
199. Quercus helferiana
200. Quercus hemisphaerica
201. Quercus hinckleyi
202. †Quercus hiholensis
203. Quercus hintonii
204. Quercus hintoniorum
205. Quercus hirtifolia
206. Quercus honbaensis
207. Quercus hondae
208. Quercus hui
209. Quercus huicholensis
210. Quercus humboldtii
211. Quercus hypargyrea
212. Quercus hypoleucoides
213. Quercus hypophaea
214. Quercus hypoxantha
215. Quercus ichnusae
216. Quercus ignaciensis
217. Quercus ilex — дуб кам'яний
218. Quercus ilicifolia
219. Quercus iltisii
220. Quercus imbricaria — дуб черепицевий
221. Quercus incana
222. Quercus infectoria
223. Quercus inopina
224. Quercus insignis
225. Quercus intricata
226. Quercus invaginata
227. Quercus ithaburensis
228. Quercus jenseniana
229. Quercus jinpinensis
230. Quercus john-tuckeri
231. Quercus jonesii
232. Quercus juergensenii
233. Quercus kelloggii — дуб Келлога
234. Quercus kerangasensis
235. Quercus kerrii
236. Quercus kinabaluensis
237. Quercus kingiana
238. Quercus kiukiangensis
239. Quercus kongshanensis
240. Quercus kotschyana
241. Quercus kouangsiensis
242. Quercus laceyi
243. Quercus laeta
244. Quercus laevis
245. Quercus lamellosa
246. Quercus lanata
247. Quercus lancifolia
248. Quercus langbianensis
249. Quercus laurifolia
250. Quercus laurina
251. Quercus laxa
252. Quercus leiophylla
253. Quercus lenticellata
254. Quercus liaoi
255. Quercus libani
256. Quercus liboensis
257. Quercus liebmannii
258. Quercus lineata
259. Quercus litseoides
260. Quercus lobata — дуб лопатевий
261. Quercus lobbii
262. Quercus lodicosa
263. Quercus longinux
264. Quercus longispica
265. Quercus look
266. Quercus lowii
267. Quercus lungmaiensis
268. Quercus lusitanica
269. Quercus lyrata
270. Quercus macdougallii
271. Quercus macranthera — дуб великопиляковий
272. Quercus macrocalyx
273. Quercus macrocarpa — дуб великоплодий
274. Quercus macvaughii
275. Quercus magnoliifolia
276. Quercus magnosquamata
277. Quercus mannifera
278. Quercus manzanillana
279. Quercus margarettae
280. Quercus marilandica
281. Quercus marlipoensis
282. Quercus martinezii
283. Quercus meavei
284. Quercus meihuashanensis
285. Quercus melissae
286. Quercus merrillii
287. Quercus mespilifolia
288. Quercus mexia
289. Quercus mexicana
290. Quercus michauxii
291. Quercus microphylla
292. Quercus minima
293. Quercus miquihuanensis
294. Quercus miyagii
295. Quercus mohriana
296. Quercus mongolica — дуб монгольський
297. Quercus monimotricha
298. Quercus monnula
299. Quercus montana
300. Quercus morii
301. Quercus motuoensis
302. Quercus muehlenbergii
303. Quercus mulleri
304. Quercus multinervis
305. Quercus myrsinifolia
306. Quercus myrtifolia
307. Quercus neoplatyphylla
308. Quercus ngochoaensis
309. Quercus nigra
310. Quercus ningangensis
311. Quercus ningqiangensis
312. Quercus nivea
313. Quercus nixoniana
314. Quercus oblongata
315. Quercus oblongifolia
316. Quercus obtusanthera
317. Quercus obtusata
318. Quercus ocoteifolia
319. Quercus oglethorpensis
320. Quercus oidocarpa
321. Quercus oleoides
322. Quercus oocarpa
323. Quercus opaca
324. Quercus orocantabrica
325. Quercus oxyodon
326. Quercus oxyphylla
327. Quercus pachucana
328. Quercus pachyloma
329. Quercus pacifica
330. Quercus pagoda
331. Quercus palmeri
332. Quercus palustris — дуб болотяний
333. Quercus panamandinaea
334. Quercus pannosa
335. Quercus parvula
336. Quercus patkoiensis
337. Quercus paxtalensis
338. Quercus pauciradiata
339. Quercus peduncularis
340. Quercus peninsularis
341. Quercus pennivenia
342. Quercus pentacycla
343. Quercus percoriacea
344. Quercus perpallida
345. Quercus petelotii
346. Quercus petraea — дуб скельний
347. Quercus phanera
348. Quercus phellos
349. Quercus phillyreoides
350. Quercus pinbianensis
351. Quercus pinnativenulosa
352. Quercus planipocula
353. Quercus platycalyx
354. Quercus poilanei
355. Quercus polymorpha
356. Quercus pontica
357. Quercus porphyrogenita
358. Quercus potosina
359. Quercus praeco
360. Quercus pringlei
361. Quercus prinoides
362. Quercus protoroburoides
363. Quercus pseudosetulosa
364. Quercus pseudoverticillata
365. Quercus pubescens — дуб пухнастий
366. Quercus pumila
367. Quercus pungens
368. Quercus purulhana
369. Quercus pyrenaica
370. Quercus quangtriensis
371. Quercus radiata
372. Quercus ramsbottomii
373. Quercus rehderiana
374. Quercus rekonis
375. Quercus repanda
376. Quercus resinosa
377. Quercus rex
378. Quercus robur — дуб звичайний
379. Quercus robusta
380. Quercus rotundifolia
381. Quercus rubra — дуб червоний
382. Quercus rubramenta
383. Quercus rugosa
384. Quercus runcinatifolia
385. Quercus rupestris
386. Quercus rysophylla
387. Quercus sadleriana
388. Quercus saei
389. Quercus salicifolia
390. Quercus salicina
391. Quercus saltillensis
392. Quercus sanchezcolinii
393. Quercus sapotifolia
394. Quercus sarahmariae
395. Quercus saravanensis
396. Quercus sartorii
397. Quercus schottkyana
398. Quercus schultzei
399. Quercus scytophylla
400. Quercus sebifera
401. Quercus seemannii
402. Quercus segoviensis
403. Quercus semecarpifolia
404. Quercus semiserrata
405. Quercus semiserratoides
406. Quercus senescens
407. Quercus serrata
408. Quercus sessilifolia
409. Quercus setulosa
410. Quercus shanxiensis
411. Quercus shennongii
412. Quercus shingjenensis
413. Quercus shumardii
414. Quercus sichourensis
415. Quercus sicula
416. Quercus sideroxyla
417. Quercus similis
418. Quercus sinuata
419. Quercus skinneri
420. Quercus sororia
421. Quercus spinosa
422. Quercus splendens
423. Quercus steenisii
424. Quercus stellata
425. Quercus stenophylloides
426. Quercus stewardiana
427. Quercus striatula
428. Quercus suber — дуб корковий
429. Quercus subsericea
430. Quercus subspathulata
431. Quercus sumatrana
432. Quercus supranitida
433. Quercus tarahumara
434. Quercus tardifolia
435. Quercus tarokoensis
436. Quercus tatakaensis
437. Quercus texana
438. Quercus thomsoniana
439. Quercus thorelii
440. Quercus tiaoloshanica
441. Quercus tinkhamii
442. Quercus tomentella
443. Quercus tomentosinervis
444. Quercus tonduzii
445. Quercus toumeyi
446. Quercus toxicodendrifolia
447. Quercus treubiana
448. Quercus trojana
449. Quercus trungkhanhensis
450. Quercus tsinglingensis
451. Quercus tuberculata
452. Quercus tuitensis
453. Quercus tungmaiensis
454. Quercus turbinella
455. Quercus undata
456. Quercus ungeri
457. Quercus urbanii
458. Quercus utilis
459. Quercus uxoris
460. Quercus vacciniifolia
461. Quercus valdinervosa
462. Quercus vallicola
463. Quercus variabilis
464. Quercus vaseyana
465. Quercus velutina
466. Quercus verde
467. Quercus vestita
468. Quercus vicentensis
469. Quercus viminea
470. Quercus virginiana
471. †Quercus voyana
472. Quercus vulcanica
473. Quercus welshii
474. Quercus wislizeni
475. Quercus wutaishanica
476. Quercus xalapensis
477. Quercus xanthoclada
478. Quercus xanthotricha
479. Quercus xuanliensis
480. Quercus xylina
481. Quercus yanqianii
482. Quercus yiwuensis
483. Quercus yonganensis
484. Quercus yongchunana